# Agrilus wenzeli
Agrilus wenzeli é uma espécie de inseto do género Agrilus, família Buprestidae, ordem Coleoptera.
Foi descrita cientificamente por Knull, 1934.